# Stonava
Stonava (en polonais : Stonawa ; en allemand : Steinau) est une commune du district de Karviná, dans la région de Moravie-Silésie, en République tchèque. Sa population s'élevait à 1 758 habitants en 2024.

## Géographie
Stonava se trouve près de la frontière avec la Pologne, à 5 km au sud-sud-ouest du centre de Karviná, à 19 km à l'est d'Ostrava et à 295 km à l'est de Prague.
La commune est limitée par Karviná au nord et à l'est, par Albrechtice au sud et par Horní Suchá à l'ouest.

## Histoire
La première mention écrite de la localité date de 1388.

## Patrimoine
Patrimoine religieux

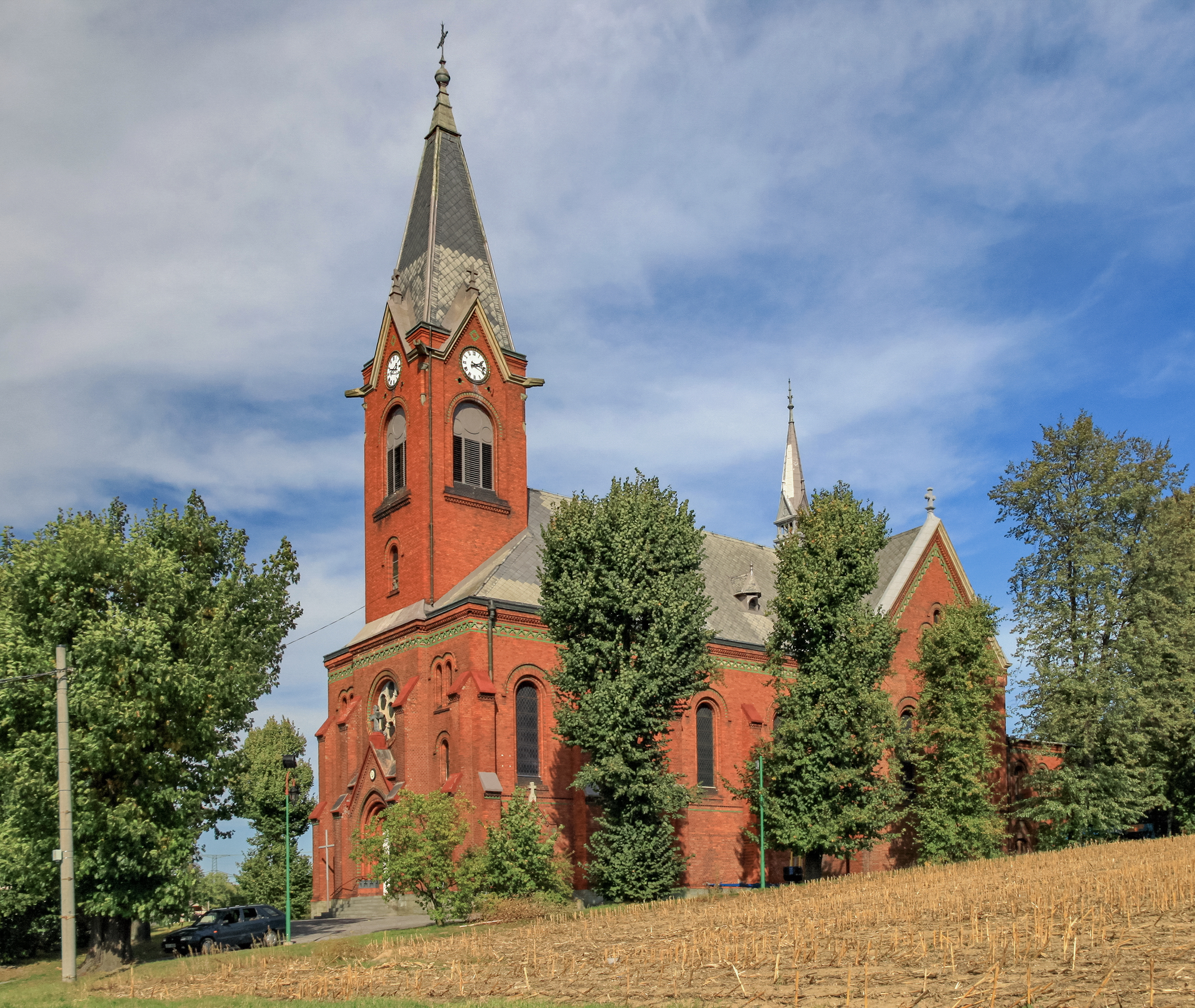
Église Sainte-Marie-Magdelaine.
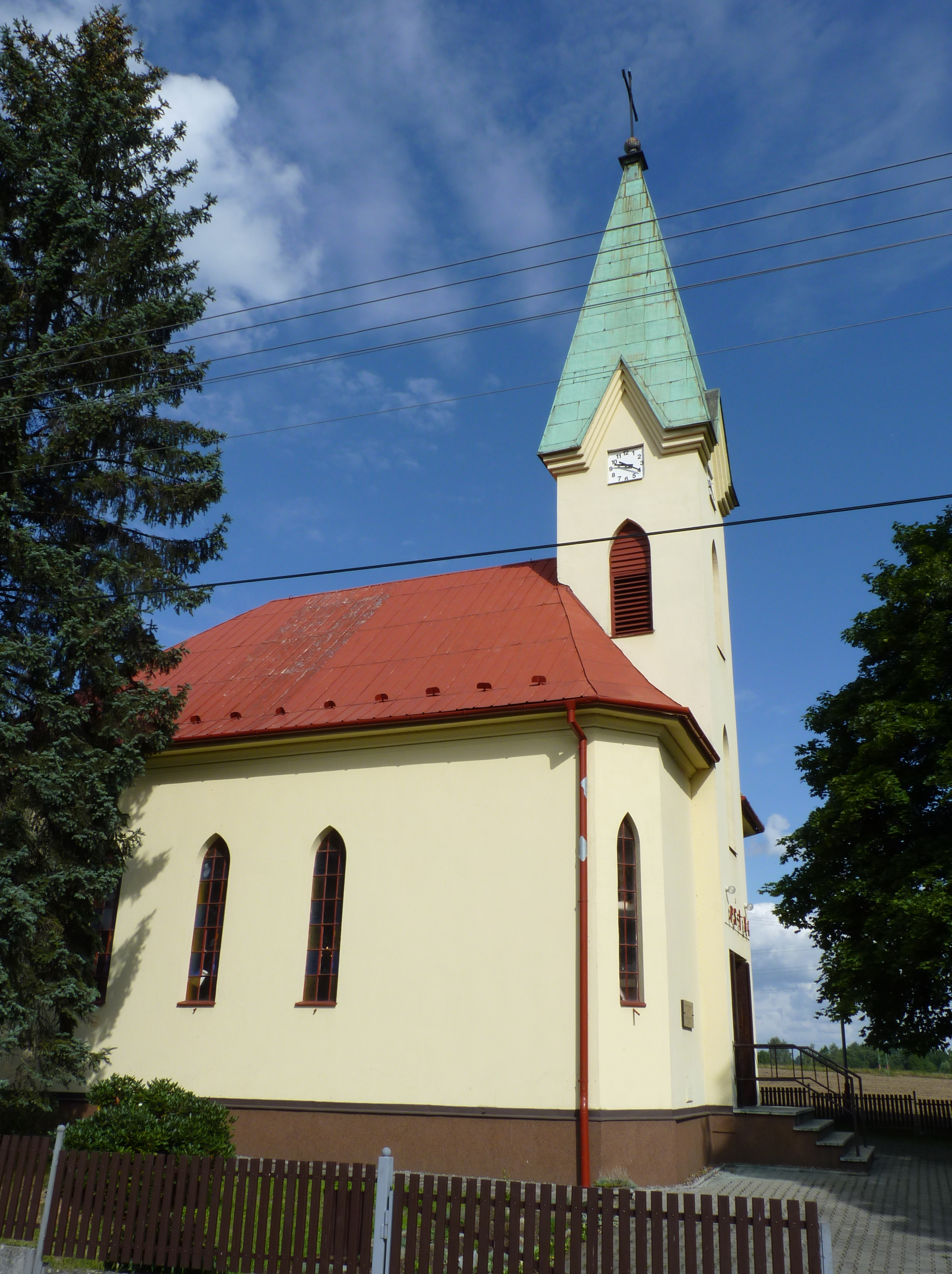
Église luthérienne.
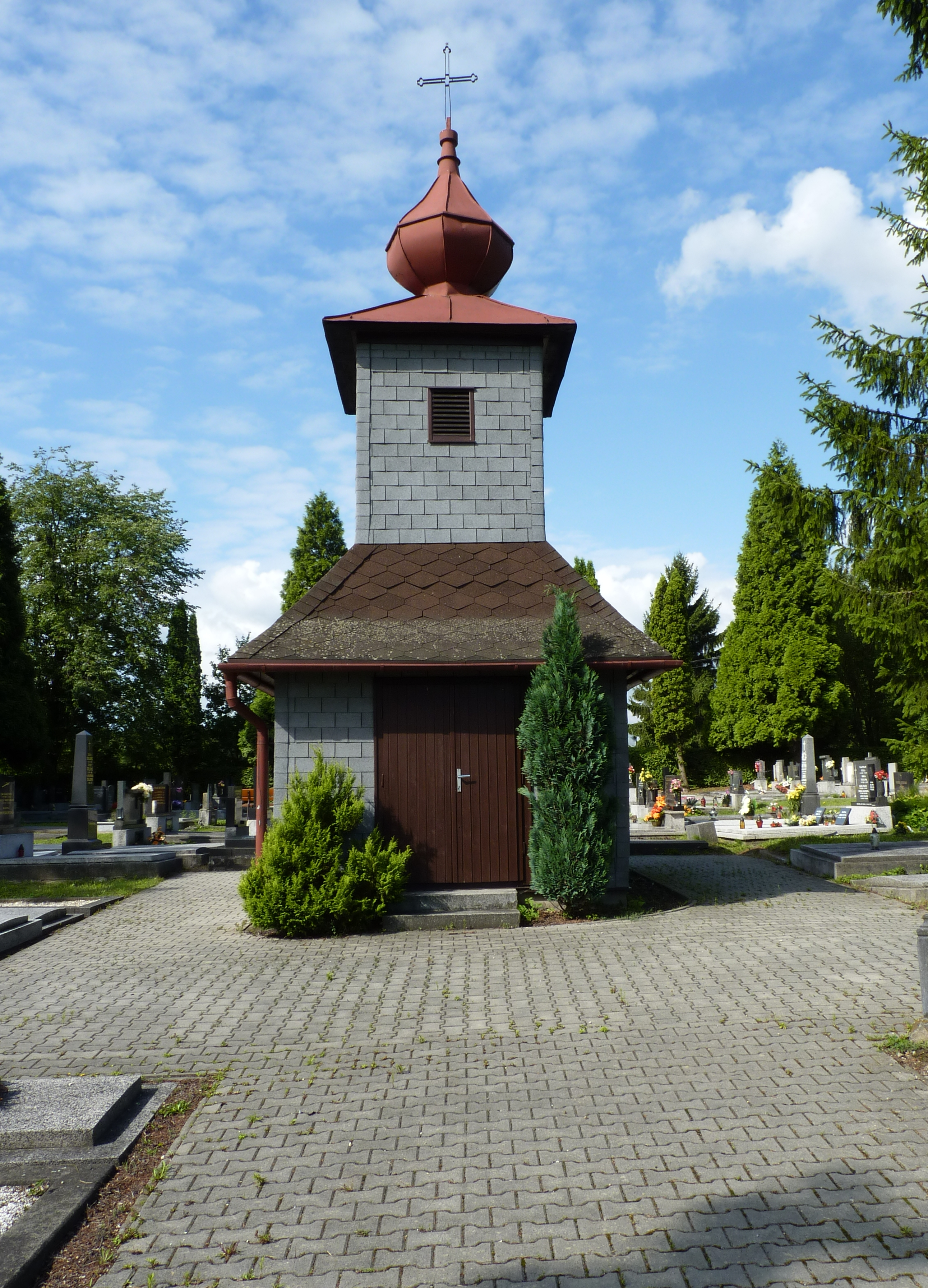
Chapelle du cimetière luthérien.

## Transports
Par la route, Stonava se trouve à 8 km de Karviná, à 24 km d'Ostrava et à 375 km de Prague.